# بارا پاتا
بارا پاتا (به لاتین: Bara Pata) یک روستا در بنگلادش است که در استان باریسال و در ناحیه بهولا واقع شده است.